# 孫躍新
孫 躍新（そん やくしん）は、建築史学者。京都情報大学院大学教授である。

## 経歴
- （中国）天津外国語大学日本語言文学学科卒業
- 京都府立大学大学院生活科学研究科修了・修士（学術）
- 京都大学大学院工学研究科建築学専攻博士後期課程修了・工学博士[2][3]
- 匯泰文化発展有限公司理事長

## 論文
- 孫躍新,山本麻子,布野修司「大連市南山地区に残る日本近代住宅に関する考察」,一般社団法人日本建築学会学術講演梗概集.E-2,建築計画Ⅱ,住居・居住地,農村計画,教育,pp5-6,1996-07-30　NAID:110004142856　NCID:AN10487033
- 孫躍新,山本麻子,布野修司「大連市南山地区の保存と開発に関する考察その1：大正時代の戸建て住宅群の現在」,一般社団法人日本建築学会学術講演梗概集.E-2,建築計画Ⅱ,住居・居住地,農村計画,教育,pp325-326,1995-07-20　NAID:110004140375　NCID:AN10487033
- 孫躍新,布野修司「シルクロード南路の古代遺跡の分布についての考察：中央アジア西域南道（乾燥熱帯）の住居集落におけるエコ・システムとその再生・管理計画に関する研究その一」,一般社団法人日本建築学会学術記念講演梗概集,F,都市計画,建築経済・住宅問題,建築歴史・意匠,pp407-408,1994-07-25　NAID:110004205575　NCID:AN10164883
- 孫躍新「中国都市における近代空間の形成過程及びその特性に関する研究：天津の旧城空間,租界空間,新開空間の形成及び相互関連を中心に」,京都大学学位論文,342p,1993,NCID:BN13048162